# 沼田嘉穂
沼田 嘉穂（ぬまた よしほ、1905年8月30日 - 1989年5月23日）は、日本の会計学者。会計学、特に簿記学の研究・教育への啓蒙についても精力的に活動、著作も多い。横浜国立大学教授・駒澤大学教授を歴任。

## 経歴
明治38年、文京区本郷弓町にて出生。幼少時小石川小日向台町に移り、大正2年黒田小学校に入学。3年父の奉職先の大手町会計検査院官舎に移り、日比谷小学校（現麹町小学校）に転学、7年卒業。同年一ツ橋高等小学校に入学。8年錦城中学校に入学。12年夏に関東大震災により家屋壊滅。小石川林町に移転。13年錦城中学校卒業。同年東京商科大学（現一橋大学）専門部に入学、昭和2年同校卒業、就職に失敗し、同年本科に進学。5年3月本科卒業。2ヶ月間就職先なし。7年3月、新設の私立鹿児島高等商業学校（現鹿児島国際大学）に赴任。11年3月横浜専門学校（現神奈川大学）に転任。12年、東京商科大学予科講師および海軍経理学校兼任教授。14年3月、横浜高等商業学校に奉職。24年同校大学昇格とともに横浜国立大学教授。46年3月定年退職。同時に駒澤大学経営学部に就職。56年3月同大学定年退職。なお27年より46年まで税理士試験臨時委員として簿記論の試験担当。また45年より53年まで税理士試験常任委員。

## 研究、教育について
簿記学と会計学の関係における沼田の考え方は、「簿記学と会計学の関係 ―両者の分境と、それぞれの任務と機能―」に明確に記されている。以下にその要約を記す。
簿記学と会計学は元来が企業の計算と帳簿という同一の対象を扱う科学であるから、両者の内容は当然錯綜し、これを明確に区分することは困難に思われる。例えば公認会計士試験や税理士試験などの国家試験問題についてみても、とくに計算問題についてはそれが簿記論の問題であるか、会計学（財務諸表論）の問題であるかが、後からみてわからないものがかなりある。「会計学の最高の焦点は評価理論である。簿記学は会計学で示された評価額または評価の基礎を適用して金額を算出し、これを計算・記帳すること」と言っている。会計学の焦点が評価であり、簿記学は会計学の評価に従って金額を算出し、記帳する。このことは、会計学は常に簿記学の記帳と計算の妥当性と可能性とを理解した上でその理論を確立する必要がある。そうでなければ会計理論は、たとえそれ自身は立派な正しい理論であっても、実行不可能に陥らざるを得ない。簿記学も会計学もともに実学であり、実効性の欠如した理論は全く価値がない。今日の企業会計原則を初めとする会計理論は以上の点においても再評価されるべきである。なお会計学の理論の樹立について、簿記学を十分に認識することは、会計学の正しい理論の樹立に役立つものであり、従って簿記学は会計学の前提学課である。
同論文はいくつかの具体例をあげて、会計学の樹立に簿記学の省察がいかに重要か、また簿記学を省察することが、会計学の正しい理論の樹立にいかに役立つかを指摘している。
教育について沼田は簿記を学ぶこととしての重要性を「簿記を学ぶことの意味」に次のように残している。以下にその考え方を抜粋紹介する。
簿記を学ぶことについて二つの見方をあげている。一つは簿記を学びその理論を修得し、技術を身につけることは人生にとってどのように役立つか、いま一つは簿記を学ぶにはどのような手段があり、そのときどのような態度、自覚をもてばよいのかである。簿記を学ぶ人は企業で会計を担当するビジネスマンまた職業会計士として国家試験を目指す人であろう。その何れにしても簿記の理論と技術は必要不可欠であると同時に一般社会人にとっても就職という壁を乗越える大きな力になり得るということである。大企業においては無論、個人の起業においても簿記は必要である。次に簿記を学ぶ手段については初歩的、原則的な学習と技術は決してなおざりにすべきでないとしている。例えば貸借仕訳の原則を熟知しないと、その適用で誤りを犯す。このことは、いかなる取引でも正確に仕訳しうるように熟慮すべきで、簿記の基本は仕訳である。そしてそのうえで、「簿記学習には記帳練習が生命」としている。

## 人物像
昭和5年東京商科大学（現一橋大学）を卒業したとき、濱口内閣で大蔵大臣であった井上準之助が取った緊縮財政の金輸出解禁政策で失業者が続出、三井、三菱を受験したが入れなかったが「これが幸運のはじまりであった」と述べている。学生時代から簿記の先生になりたいとの希望を生かして、7年鹿児島高等商業学校教授を振り出しに、11年横浜専門学校（現神奈川大学）教授、14年横浜高等商業学校（現横浜国立大学）教授になり46年3月定年退職後駒澤大学に転じた。
多くの論文と著書があるがその始まりは昭和20年の秋からで、当時の勤務先であった横浜経済専門学校（現横浜国立大学）の仲介で文部省検定の中学校教科書を執筆することであった。当時は終戦を契機に戦時中の教科書は殆んど使われなくなり、簿記の教科書も例外ではなく急いで執筆する必要があったため、同年11月から執筆に取り掛かった。戦後の最も厳しい時期で、物が不足し、円は封鎖され、500円生活で闇物資を買う金が無い。そこで戦時中の防空頭巾をかぶり、軍手をはめて寒空に炭火もなく、真夜中まで新教科書の執筆に取組んだ。そして21年3月に「商業簿記」、同年秋に「工業簿記」、翌年3月に「会計学」を書き上げ、これら3冊を文部省の要綱に沿って「簿記会計(I)(II)(III)巻」の名称で、実業教育出版株式会社（現実教出版）から公刊した。執筆中は全く収入がなく苦しい生活であったが、時代も少し落着きを取戻したころになると、執筆した新教科書は戦前の教科書の焼直しに過ぎないように感じられた。そこで一念発起し米国の簿記教育について研究し、その結果として24年に「商業簿記」を完成させたが、教科書審査委員の高校教師からは従来の教科書との違いから極めて異質のものとして感じられたようである。一方新しい教育を目指していた文部省の担当係官と審査委員長を務めていた国弘員人にはその革新性が目にとまり、高等学校の教科書としての採用が決定した。23年には米国駐留軍の慫慂により文部省が通信教育の普及に乗りだし、簿記の通信教育講座を担当することとなり、3年をかけ26年に完成した。先の文部省検定の「商業簿記」は高等学校の教科書に止めておくべきでなく大学用の教科書として発展させてはとの提案から31年の「簿記教科書」（同文館）へとつながった。さらに、日本では（このことは米国でも同様である）会計学の研究書は多く見られるが簿記学の研究書は皆無であることに気がつき、簿記理論を研究の対象とし、31年に「近代簿記」（中央経済社）、36年に「簿記論攻」（中央経済社）、48年に「現代簿記精義」（中央経済社）を簿記学研究者への書とした。研究成果の集大成は、「固定資産会計」（ダイヤモンド社）であり、これは戦前35歳の若さで出版した。その後も片時も忘れず研究に打込み、36年に新しく「固定資産会計」（ダイヤモンド社）として出版した。新著は旧著と全く異なるもので「自分ながら学問はこれほど発達するものか」と述べている。
なお同書における総合償却理論は後日税法の採用するところとなり、日経・経済図書文化賞として評価された。その後、「簿記教科書」の姉妹編の「会計教科書」（同文館）を執筆し、昭和40年還暦の記念論文として「帳簿組織」（中央経済社）を完成した。横浜国立大学定年までの3年間に簿記学習の定本としての「完全簿記教程」3巻（中央経済社）を完成し、46年3月の定年を迎えた。
駒澤大学への再就職に関しては、東京商大時代に猪谷善一のゼミで英国経済史を専攻し、先生にはいろいろとお世話になったようだ。定年と同時に猪谷から「俺が駒澤の教授になるから、お前も来い」と言われ、駒澤大学で第二の人生をスタートしている。なお、昭和6年に出版された米国の会計学者ケスターの訳本「ケスターの貸借対照論」（森山書店）の出版に猪谷善一の序文がある。
本人の信条は常に最善を尽くすことで、気に入った言葉に「天二物を与えず、一物を惜します」がある。これは「自分にしか出来ないことを探せ、そしてその道を極めれば人生なんとかなる、あまり多くのことを望まないことが肝心だ」ということらしい。

## 著書
- 『ケスターの貸借対照表論』、森山書店、昭和7年1月
- 『合併貸借対照表論』森山書店、昭和7年8月
- 『経営利潤論』同文館、昭和11年11月
- 『物の会計学』同文館、昭和14年8月
- 『減価償却法研究』森山書店、昭和14年11月
- 『固定資産会計』ダイヤモンド社、昭和15年12月
- 『会社財務諸表論』千倉書房、昭和16年7月
- 『簿記会計精義』 同文館、昭和18年1月
- 『統制法規に基づく減価償却』 産業図書、昭和19年5月
- 『最新減価計算提要』、眞光社、昭和21年12月
- 『簿記入門』千倉書房、昭和22年10月
- 『会社財務諸表論』 千倉書房、昭和26年6月
- 『原価計算』 春秋社、昭和26年11月
- 『基本財務諸表論』 春秋社、昭和29年11月、
- 『簿記教科書』同文館、昭和31年1月
- 『近代簿記』 中央経済社、昭和31年10月
- 『体系簿記問題精説』 中央経済社、昭和32年10月
- 『簿記自習』 中央経済社、昭和33年3月
- 『簿記要領』 国元書房、昭和36年1月
- 『固定資産会計』 ダイヤモンド社、昭和36年2月
- 『簿記論攻』 中央経済社、昭和36年11月
- 『新版近代簿記』 中央経済社、昭和37年11月
- 『金銭だんぎ』 中央経済社、昭和39年5月
- 『精説会計学』 白桃書房、昭和39年6月
- 『減価償却の知識』 日本経済新聞社、昭和39年10月
- 『会計教科書』 同文館、昭和40年3月
- 『税理士講座簿記論』 国元書房、昭和41年5月
- 『やさしい会計学』日本経済新聞社、昭和41年9月
- 『帳簿組織』 中央経済社、昭和43年3月、
- 『商業簿記』 中央経済社、昭和43年9月
- 『簿記入門』 光文社、昭和43年10月
- 『商法による財務諸表の知識』 日本経済新聞社、昭和45年9月
- 『完全簿記教程(I)』 中央経済社、昭和46年1
- 『完全簿記教程(II)』中央経済社、昭和46年2月
- 『完全簿記教程(III)』 中央経済社、昭和46年3月
- 『ビジネスマンの経理知識』 経林書房、昭和47年4月
- 『会社財務諸表論』 白桃書房、昭和47年7月
- 『工業簿記の手ほどき』 日本経済新聞社、昭和48年1月
- 『現代簿記精義』 中央経済社，昭和48年4月
- 『新版勘定科目全書』中央経済社、昭和49年1月
- 『工業簿記教科書』 同文館、昭和49年3月
- 『会社員の経理知識』 日本経済新聞社、昭和52年1月
- 『簿記の理論と学習』 国元書房、昭和52年6月
- 『原価計算・工業簿記教科書』 同文館、昭和53年10月
- 『企業会計原則を裁く』 同文館、昭和54年11月
- 『簿記教科書（新版）』 同文館、昭和55年12月
- 『減価償却の理論と実務』 同文館、昭和57年3月